# Honda Elevate
Honda Elevate — субкомпактный кроссовер, выпускающийся компанией Honda с 6 июня 2023 года в Индии. Автомобиль выпускается на платформе Honda City седьмого поколения. Внешне автомобиль имеет сходство с Honda Fit. По габаритам модель близка к Honda HR-V и Honda CR-V.
Объём багажника автомобиля составляет 458 литров. Клиренс составляет 220 мм. Модель нацелена на небогатые страны.
Автомобиль оснащается двигателем внутреннего сгорания объёмом 1,5 литра, мощностью 121 л. с. и крутящим моментом 145 Н*м, который сочетается с механической шестиступенчатой или бесступенчатой трансмиссией. Ожидается, что на базе автомобиля будут производиться гибридные автомобили и электромобили. Конкурентами автомобиля являются Hyundai Creta, Škoda Kushaq, Kia Seltos, Volkswagen Taigun, Toyota Urban Cruiser Hyryder и Suzuki Grand Vitara.
На приборной панели присутствует 7-дюймовый экран, а на центральной консоли расположена 10,25-дюймовая мультимедийная система. Рулевое колесо автомобиля трёхспицевое. Другими преимуществами автомобиля являются кругообзорные камеры, эвакуационный люк, круиз-контроль и система Honda Sensing.
Продажи автомобиля осуществляются с июля 2023 года. Планируется экспорт модели в другие страны.